# Bizanos
Bizanos (baskisch Visanòs) ist eine französische Gemeinde mit 4570 Einwohnern (Stand: 1. Januar 2022) im Département Pyrénées-Atlantiques in der Region Nouvelle-Aquitaine. Bizanos gehört zum Arrondissement Pau und zum Kanton Pau-3 (bis 2015: Kanton Pau-Sud). Die Einwohner werden Bizanosien genannt.

## Geografie
Bizanos liegt in der historischen Provinz Béarn an den Flüssen Ousse und Lagoin, der im Gemeindegebiet in den Gave de Pau mündet. Umgeben wird Bizanos von den Nachbargemeinden Pau im Norden und Nordwesten, Idron im Osten, Aressy im Südosten, Mazères-Lezons im Süden und Südwesten sowie Gelos im Westen.

## Bevölkerungsentwicklung
| Jahr      | 1962 | 1968 | 1975 | 1982 | 1990 | 1999 | 2006 | 2011 |
| Einwohner | 3586 | 4039 | 4249 | 4134 | 4298 | 4673 | 4612 | 4773 |

## Sehenswürdigkeiten
- Kirche Saint-Magne, 1874 erbaut
- Schloss Franqueville
- Rathaus, 1928 erbaut

## Persönlichkeiten
- Gabriel Benezech (1916–1992), Fußballspieler
- Jean-Michel Larqué (* 1947), Fußballspieler und Sportjournalist